# 今日基督教
《今日基督教》（Christianity Today）是一份福音派基督教杂志，致力于透过故事、各种资源、新闻和评论来传递福音，创办于1956年。
其总部设在美国伊利诺伊州（Illinois）的开罗斯奇姆（Carol Stream）郡。它是其母公司“今日基督教国际”（Christianity Today International）的主打出版品，声称每期发行量达15万份，并有35万名读者。

## 历史
《今日基督教》杂志于1956年创办，其目的是为了配合另一份杂志《基督世纪》（Christianity Century，一份传达新教主流思想，颇具影响力的刊物），并联合福音派基督教社区。
该杂志的创始人系美国著名福音派领袖葛理翰（Billy Graham），首任主编名为卡尔·亨利（Carl F.H. Henry）。创刊前20年，有重要贡献的人物包括F.布鲁斯（F. F. Bruce），爱德华·卡耐尔（Edward John Carnell），弗兰克·伽贝林（Frank Gaebelein），沃特·马丁（Walter Martin），约翰·蒙哥马利（John Warwick Montgomery），和哈罗德·林赛尔（Harold Lindsell）。林赛尔是继亨利之后的总编，在他的编辑任期内，杂志的很多笔墨着重于有关“圣经无误”的辩论。而今，该杂志的编辑工作由肯尼斯·勘泽（Kenneth Kantzer）与泰里·马克（Terry Muck）两人主持。一些有名的撰稿人包括作家杨腓力（Philip Yancey），福乐神学院的理查德·毛（Richard Mouw），耶鲁大学法学教授史蒂芬·卡特（Stephen Carter）和监狱团契（Prison Fellowship）的查尔斯·科尔森。杂志内容包括社论、专题、新闻以及偶尔出现的调查报告。
该杂志的网络版始于1994年10月，并成为美国在线的十大内容来源之一。自1996年起，该杂志的网络开始迅猛发展。而今，《今日基督教》和她的13份姐妹出版品，涵盖了200万名读者和每个月超过1000万的网络访问量。杂志上的所有文章都可在线阅读。《今日基督教》也于2020年成立Global部门，将该网站文章翻译至中文 (繁体及简体) （页面存档备份，存于）、西班牙文、法文、俄文、日文、韩文、阿拉伯文，土耳其文等多国语言。

## 透视
创刊编辑亨利是一位劳工运动的拥护者。在过去的若干年间，《今日基督教》杂志及其姐妹出版品所登载的文章既有宣传也有批评智能设计论运动。